# 비도루
비도루 (ヴィドール, VIDOLL)는 일본의 비주얼계 록 밴드이다. 2002년에 결성되어 2011년에 해산. 약칭은 「비도」등. 한자표기로「미인형(美人形)」이라고 표기하기도 한다.

## 멤버
- 쥬이 (ジュイ/樹威)（Vocal）

6월 30일생, O형. 미야기현 출신. 강한 비브라토와 하이톤이 합쳐진 독특한 음색이 특징. 비도루에서는 라메만큼 많은 곡의 작곡을 하였으며, 모든 곡의 작사를 하였다.14살 때, 처음 기타를 가지게 되었을 때부터 그의 음악인생이 시작되었다. 처음에는 X JAPAN 등을 카피 했었다. 전의 밴드 Luinspear의 드러머였으며, 현재는 나이트메어에 재적하고 있는 RUKA와는 같은 고등학교 출신이며 현재도 굉장히 친밀하다. 테로와 동등할만큼 천연 캐릭터이다. 해산물인 굴의 튀김이 싫어하는 음식이라고 블로그에 쓰여있다. 그러나 그 후 본인의 트위터에서 조금씩 먹을 수 있게 되었다고 밝혔다.
- 슌 (シュン)（Guitar）

2월 15일생, AB형. 쿠마모토현 출신.2005년 7월 가입. 포지션은 기본적으로 카미테이며, 속주를 사용하는 솔로가 많이 나온다. 원래는 ex-Cynthia의 보컬 KAZUNA, SHIRO와 함께 CHOCOLA라는 밴드로 활동을 했었다. 존경하는 뮤지션은 Mr.Children. 처음 악곡을 카피한 것도 Mr.Children이다. 많이 먹는 캐릭터로 체중 변동이 심하다. 그리고 장신이라는 것만으로 밸런스를 생각하며 체중을 신경쓰고 있다고 한다. 해산 후 Lucifer's underground의 서포트 기타로서 활동
- 기루 (ギル)（Guitar）

8월 21일생, A형. 시즈오카현 출신. 애칭은「기루오」「기루오선생」. 2005년 7월 가입. 포지션은 시모테로 기타 솔로는 많지 않지만「카라쿠리 로맨스(カラクリロマンス)」의 솔로를 연주하고 있다. 애칭인「기루오」의 발안자는 본인이며, 이유는「어쩌다 보니」존경하는 뮤지션은 LUNA SEA 이펙터를 사용해 소리를 내는 것에 고집이 있으며, 가끔 블로그 네타로 쓰거나 쓰여질 때가 있다. 해산 후 Angelo에 가입, 해산 후 Angelo가입까지 단시간, Megaromania의 美沙麗와 蜘影에게 기타를 가르치고 있었다.（KISAKI가 이야기함）
- 라메 (ラメ)（Bass）

6월 11일생, A형. 오사카부 스이타시 출신. 애칭은「라메탄」. 리더. 쥬이와 함께 많은 곡의 작곡을 담당한다. 원래는 기타리스트였지만 Eze:quL재적시에 베이시스트로 전향. KISAKI의 영향을 받았으나, 베이스의 소리가 크다. 머틀리 크루의 니키 식스를 존경한다. 참고로 카피했던 곡은「라이브 와이어」. 결성 당시에는「여장 베이시스트」로서 활동하고 있었지만, 현재는 화장이 연해졌다. 또, 라이브 전에 과자를 관객에게 던지는 것이 정평이 나있다. KISAKI와는 Matina시절부터 알고 지냈으며, 쥬이와도 깊은 관계. 해산 후엔 Black Gene For the Next Scene이라는 밴드를 결성하고 활동하고 있다.
- 테로 (TERO/テロ)（Drums/Piano）

9월 8일생, B형. 홋카이도 출신. 한결같을 정도로「천연 캐릭터」이며 자주 라이브나 인터뷰에서 멤버들에게(특히 라메) 놀림받는다. 고속에 변칙적인 드럼 플레이가 특기이다. 어렸을 때부터 피아노를 배워왔으며, 학창시절에는 브라스 밴드를 결성한 적도 있다. 그래서「10년 후의 여기에서・・・(十年後の今日ここで・・・)」등 에서는 테로가 피아노를 치고 있다. 이름의 유래는 테러리스트로부터. 해산 후†яi¢к에 가입. 또, 쥬이가 새로 결성한 밴드 GOTCHAROCKA의 서포트를 맡고 있다.

### 전 멤버
- 아야노(アヤノ)（Guitar）

2003년 8월 탈퇴. 후에 기믹(ギミック)을 결성했지만 2005년에 해산. 현재는 스튜디오 뮤지션으로서 활동.
- 히데 (ヒデ)（Guitar）

아야노의 후임으로 가입. 작곡을 했었다. 과거에 메리(メリー)의 가라와 네로랑 After effect라는 밴드를 했었다. 건강문제를 이유로 2005년 6월 탈퇴.
- 유키네 (ユキネ)（Guitar）

집안 사정으로 2005년 6월에 탈퇴. 현재는 은퇴하였고, 결혼했다.

## 소개
```
밴드 컨셉은「오컬트 로맨스」컨셉에 대해서 라메는「『카라쿠리로맨스』는 어디까지나 밴드의 인상을 강하게 인식시키기 위한 프레이즈」라고 하며, 쥬이도「여러 음악성을 집어 넣는 것에 저항은 느껴지지 않는다」라고 발언했었다.
초기에는 중저음중심의 복잡한 구성의 멜로디에 컨셉을 집어 넣은 독특한 가사가 특징이었다.UNDER CODE PRODUCTION시대의 후기부터는 업템포의 퓨어한 곡들이 많아졌다. 메이저 진출 이후에는 초기의 음악성은 거의 보이지 않게 되었다. 
악곡 중에서는 
전쟁
이나 오늘날 자주 발생하고 있는 소년 범죄나 웹사이트를 통해 행해진 
집단 자살
 등의 실제로 일어났던 사건, 
논픽션
을 주제로 한 것들도 많으며, 이것에 대한 문제 제기도 해왔었다. 2003년의 아야노 탈퇴까지가 1기, 2005년의 히데와 유키네의 탈퇴까지가 2기, 그 이후의 현 구성을 3기라고 한다. 작곡은 쥬이와 라메가 담당하는 곡이 많지만, 멤버 전원이 작곡을 했었다. 2011년 해산.
```

## 내력
- 2002년
  - 2월 11일, 라메를 중심으로 결성
  - 7월 21일, 앨범 『페이스・마유라』(フェイス・マユラ),『페이스・피사로토』(フェイス・ピサロト) 동시발매.
  - 12월  25일, 싱글 「오컬트 프로포즈」(オカルトプロポーズ) 발매.
- 2003년
  - 3월 1일, 신 레이블「UNDER CODE PRODUCTION」에 정식으로 가입.
  - 3월 14일, 싱글 「if...레보토민 (Y LV25 25)475mg」(if...レボトミン(Y LV25 25)475mg),「if...바곳속 (식별코드 없음) 120mg」(if...トリカブト(識別コード無し)120mg) 발매.
  - 4월 29일, 앨범 『If...（약물남용박멸 캠페인）』(If...（薬物乱用撲滅キャンペーン）) 발매.
  - 7월 21일, 싱글 「현실적으로 위험한 타이틀이기 때문에 표시할 수 없습니다･･･」(現状的に危険なタイトルの為公表できません･･･) 발매.
  - 9월 7일, 히데（Guitar)가 가입.
  - 10월 8일부터 the GazettE와의 커플링 전국 투어를 개최.
  - 12월  19일, 싱글 「나, 하인.」(僕, 僕。) 발매.
  - 12월  25일, 싱글 「혼자만의 크리XX스」(一人斬りのクリXXス) 발매.
- 2004년
  - 3월 10일, 싱글 「나는, 그녀를 죽였다･･」(我輩ハ, 殺女（コロスケ）成リ･･･) 발매.
  - 3월 19일, 싱글 「톱니같은 하트의 자장가」(ギザギザハートの子守唄),「인간계(미치광이) TV」(人間界（キチガイ）TV) 발매.
  - 3월 29일, 싱글 「나, 화이트데이에도 혼자」(僕, ホワイトデーも一人斬り) 발매.
  - 4월 28일, 유럽에서 앨범 『미인형』(美人形) 발매.
  - 6월 30일, 싱글 「인어」(人魚) 발매.
  - 9월 29일, 앨범 『로마네스크 고딕』(ロマネスクゴシック) 발매.
  - 12월  15일, 앨범 『옛날 옛적의 인형집~그 첫번째~』(昔壊カシ人形集～其ノ壱～),『옛날 옛적의 인형집~그 두번째~』(昔壊カシ人形集～其ノ弐～) 발매.
  - 12월  25일, 싱글 「호랑가시나무의 장례식」(柊ノ葬) 발매.
- 2005년
  - 1월 1일, 공식 팬클럽「인형관」(人形館) 발족. 시부야 O-WEST에서 KISAKI BAND 활동 10주년 이벤트「REMAIN OF THE 1OTHYEARS HISTORY PART.1」에 참가.
  - 4월 22일, 싱글 「리마인드 스토리」(リマインドストーリー) 발매.
  - 6월 8일, 앨범 『옛날 옛적의 총편집＋덤 포함』(昔懐カシ総集編＋オマケつき) 발매.
  - 6월 26일, 히데와 유키네가 탈퇴.
  - 7월 13일, 신멤버로 슌과 기루（Guitar）가 가입
  - 9월 28일, 싱글 「셧다운」(シャットダウン) 발매.
  - 10월 26일, 싱글 「Chocoripeyes」 발매.
- 2006년
  - 1월 1일, 앨범 『Deathmate』 발매.
  - 5월 24일, 싱글 「SinAI～오른손의 커터칼과 왼손의 약물과 약지의 깊은 사랑과～」(SinAI～右手のカッターと左手のドラッグと薬指の深い愛と～) 발매.
  - 8월 2일, 싱글 「Nectar」 발매.
  - 8월 29일, 싱글 「10년 후의 오늘 여기서…」(十年後の今日此処で…) 발매.
  - 11월  22일, 앨범 『V.I.D～Very Important Doll～』 발매.
- 2007년
  - 2월 28일, UNDER CODE PRODUCTION 졸업. 베스트 앨범 『Proposal～졸업고백～』(Proposal～卒業告白～) 발매.
  - 3월 1일, 신 레이블 Sword Records에 이적.
  - 6월 13일, 싱글 「INNOCENT TEENS」발매.（2개월 연속 릴리스 제 1장).
  - 7월 18일, 싱글 「CLOUD」발매.（2개월 연속 릴리스 제 2장).
  - 11월  21일, 앨범 『Bastard』 발매.
- 2008년
  - 7월 2일, 싱글 「Blue star」 발매.
  - 7월 6일, 싱글 「뾰족한 사랑」(尖る愛) 발매.
  - 8월 31일　타카미자와 토시히코의 'ロックばんTV'에 게스트 출연.
  - 12월  10일, 싱글 「무몽~마이무~」(舞夢~マイム~) 발매.
- 2009년
  - 2월 18일, 싱글 「Puzzle ring」발매로 일본 크라운에서 메이저 데뷔.
  - 3월 25일, 앨범 『Esoteric Romance』 발매.
  - 7월 8일, 싱글 「Focus」 발매.
  - 12월  2일, 싱글 「EVE」 발매.
- 2010년
  - 1월 20일, 앨범 「Monad」 발매.
  - 6월 10일, 쥬이가 1년 반 전부터 앓아왔던 성대 불량의 치료에 전념하기 위해 동년 9월 18일의 라이브로부터 활동휴지하는 것을 발표.[1]
- 2011년
  - 1월 18일, 비도루의 해산을 발표하고, 쥬이가 니코니코 동화에서 생방송에서 회견을 하였다. 해산의 이유는 음악성의 차이와 목표로 하는 것의 차이, 온도차가 있어서라고 이야기하고 있다. 해산라이브에는 구멤버인 아야노, 히데, 유키네도 참석.
  - 1월 19일, 앨범 「BEST」 발매.
- 2012년
  - 「VIDOLL LAST LIVE ”해체” in SHINKIBA STUDIO COAST」(VIDOLL LAST LIVE ”解体” in SHINKIBA STUDIO COAST) 예약한정발매.

## 작품

### 싱글
1. 오컬트 프로포즈 (オカルトプロポーズ)（2002.12.25）
2. if...레보토민 (Y LV25 25)475mg (if...レボトミン(Y LV25 25)475mg)（2003.3.14） - 오리콘 85위
3. if...바곳속 (식별코드 없음) 120mg (if...トリカブト(識別コード無し)120mg)（2003.3.14） - 오리콘 주간  84위
4. 혼자만의 크리XX스 (一人斬りのクリXXス)（2003.12.25) - 오리콘 주간 79위
5. 나는, 그녀를 죽였다･･ (我輩ハ, 殺女（コロスケ）成リ･･･)（2004.3.10) - 오리콘 주간 70위
6. 인어 (人魚)（2004.6.30） - 오리콘 주간 49위
7. 셧다운 (シャットダウン)（2005.9.28） - 오리콘 주간 33위。
8. Chocoripeyes（2005.10.26） - 오리콘 주간 33위。
9. SinAI～오른손의 커터칼과 왼손의 약물과 약지의 깊은 사랑과～ (SinAI～右手のカッターと左手のドラッグと薬指の深い愛と～)（2006.5.24） - 오리콘 주간 43위
10. Nectar（2006.8.2） - 오리콘 주간 55위
11. 10년 후의 오늘 여기서… (十年後の今日此処で…)（2006.8.29）
12. INNOCENT TEENS（2007.6.13） - 오리콘 주간 40위。
13. CLOUD（2007.7.18） - 오리콘 주간 57위。
14. Blue star（2008.7.2） - 오리콘 주간 21위。
  - 테레비 아사히「업계기술사냥꾼 교텍」7~9월 엔딩 테마.
15. 뾰족한 사랑 (尖る愛)（2008.7.6）
  - 투어「Blue scar」에서 1000장 한정판매.
16. 무몽~마이무~ (舞夢~マイム~)（2008.12.10）- 오리콘 주간 27위。
17. Puzzle ring (2009.2.18)
18. Focus (2009.7.8)
19. EVE (2009.12.2) 오리콘 주간 차트 첫등장 30위
20. Crescent gazer (2010.9.15) 오리콘 주간 차트 첫등장 30위, 인디즈 차트 2위
  - c/w「고시카로이드개」(ゴシカロイド改) - 영화「고스로리 처형인」주제가

### アルバム
1. 페이스・마유라 (フェイス・マユラ)（2002.7.21）
2. 페이스・피사로토(フェイス・ピサロト)（2002.7.21）
3. If...（약물남용박멸 캠페인）(If...（薬物乱用撲滅キャンペーン）)（2003.4.29） - 오리콘 주간 209위
4. 미인형 (美人形)（2004.4.28）
5. 로마네스크 고딕 (ロマネスクゴシック) (LQUID ROOM 한정사양반)（2004.9.11）
6. 로마네스크 고딕 (ロマネスクゴシック)（2004.9.29） - 오리콘 주간 103위
7. 옛날 옛적의 인형집~그 첫번째~ (昔壊カシ人形集～其ノ壱～)（2004.12.15） - 오리콘 주간 110위
8. 옛날 옛적의 인형집~그 두번째~ (昔壊カシ人形集～其ノ弐～)（2004.12.15） - 오리콘 주간 115위
9. 옛날 옛적의 총편집＋덤 포함 (昔懐カシ総集編＋オマケつき)（2005.6.8） - 오리콘 주간 107위
10. Deathmate（2006.1.1） - 오리콘 주간 83위
11. V.I.D～Very Important Doll～ （2006.11.22） - 오리콘 주간 56위
12. Proposal～졸업고백～ (Proposal～卒業告白～（2007.2.28） - 오리콘 주간 84위
13. Bastard（2007.11.21） - 오리콘 주간 69위。
14. Esoteric Romance（2009.3.25）
15. Monad（2010.1.20）주간 앨범 차트 44위
16. BEST（2011.1.19） - 오리콘 주간 55위

### 영상작품
- 돌 맨션 209호실 (ドールマンション209号室)（2003.5.30）
- 평화의 노래~어서오세요 인형관에!~ (平和ノ謡～ヨウコソ人形館ヘ！～)（2003.7.26）
- 사월 이십육일, 첫경험.... (四月二十六日､初体験....)（2003.10.01）
- 폭동구 6초메 극장 으깨는 10번 승부 (暴動区六丁目劇場 潰し合い十番勝負)(2003.11.13）
- 역・인형국 (逆・美人局)（2004.6.30） - 오리콘 주간 95위
- 인형연설 2004.9.11 LIQUID ROOM ebisu (人形演説 2004.9.11 LIQUID ROOM ebisu)（2004.11.17） - 오리콘 주간 145위
- 인형계PV (人形界PV)（2004.12.15） - 오리콘 주간 200위
- 미진혁명~최종혁명예고일1229~ (微塵革命～最終革命予告日1229～)（2005.3.16） - 오리콘 주간 114위
- 제2순회 전국인형극~유랑~FINAL 낭만고백 (第二巡全国人形劇～流浪～FINAL 浪漫告白)（2005.7.13）
- 3℃Storm TV～사풍방송～2006.8.29 SHIBUYA-AX (3℃Storm TV～砂嵐放送～2006.8.29 SHIBUYA-AX)（2006.11.22)  - 오리콘 주간 222위
- Flashback（2007.2.28） - 오리콘 주간 129위
- V.I.D seat for "Lastlovers"2006.12.29 시부야공회당 (V.I.D seat for "Lastlovers"2006.12.29 渋谷公会堂)（2007.2.28） - 오리콘 주간 142위
- ~The game of buster~ 2007.12.2 C.C.Lemon HALL（2008.3.5）
- Relieve your "Blue scar" 2008.8.21 SHIBUYA-AX（2008.12.10） - 오리콘 주간 138위
- 라스트 인디즈 원맨 라이브 도쿄마이무 2008.12.19 C.C.Lemon Hall (ラストインディーズ ワンマンライヴ 東京舞夢 2008.12.19 C.C.Lemon Hall)
- VIDOLL LAST LIVE ”해체” in SHINKIBA STUDIO COAST (VIDOLL LAST LIVE ”解体” in SHINKIBA STUDIO COAST)

### 배포・라이브회장한정음원
1. 현실적으로 위험한 타이틀이기 때문에 표시할 수 없습니다･･･ (現状的に危険なタイトルの為公表できません･･･)（2003.7.21）
2. 나, 하인. (僕, 僕。)（2003.12.19）
3. 톱니같은 하트의 자장가 (ギザギザハートの子守唄)（2004.3.19）
4. 인간계(미치광이) TV (人間界（キチガイ）TV)（2004.3.19）
5. 나, 화이트데이에도 혼자 (僕, ホワイトデーも一人斬り)（2004.3.29）
6. 호랑가시나무의 장례식 (柊ノ葬)（2004.12.25）
7. 리마인드 스토리 (リマインドストーリー)（2005.4.22 / 4.26）

### 참가 옴니버스 앨범
- CROSS GATE 2002 ～un solitude～（2002.7.21） - CD
- PRELUDE:4～an illusion of iredescent～（2002.10.30） - CD
- 요환경 -sea- (妖幻鏡 -sea-)（2002.12.25） - CD
- Matina1997～2002（2003.2.14） - CD
- CROSS GATE 2002～a reliable combinations～（2003.3.26） - VHS
- Matina 최종장～FINAL PRELUDE～ (Matina 最終章～FINAL PRELUDE～)（2003.4.10） - DVD
- 이색동맹 (異色同盟)（2003.8.10） - CD
- SHOCK JAM CD Edition.3（2003.8.31） - CD
- High Style Paradox 1（2003.9.30） - CD
- High Style Paradox 2（2004.2.25） - DVD
- High Style Paradox 3（2004.4.28） - CD
- CROSS GATE 2004 ～Neo Locus～（2004.5.31） - CD＋DVD
- Japanesque Rock Collectionz Cure（2004.7.28） - CD
- 4차원우호조약 (四次元友好条約)（2005.2.19 / 2.20 / 2.26） - CD
- High Style Paradox 4 ～re acceleration～（2005.3.2） - CD
- 칸사이제압 (関西制圧)（2005.4.6） - DVD
- 4차원우호조약 (四次元友好条約)（2005.7.1） - DVD
- SHOCK WAVE CD the SELECT（2005.10.26） - CD
- High Style Paradox SPECIAL～RARE TRACK COLLECTIONS～（2005.11.9） - CD
- Japaniesque Rock Collectionz CureⅡ（2005.12.20） - CD
- SHOCK WAVE CD～CROSS GATE 2006～（2006.1.31） -CD
- 일본제압-2005.11.30 도쿄LIQUIDROOM ebisu- (日本制圧-2005.11.30 東京LIQUIDROOM ebisu-（2006.5.31） - DVD
- 일본제압-Bands@id ch- (日本制圧-Bands@id ch-)（2006.5.31） - DVD